# Ranger–6
A Ranger–6 (angolul: útkereső) amerikai űrszonda, amelyet a Ranger-program keretében indítottak, Hold kutató műhold.

## Küldetés
A szondát a NASA Jet Propulsion Laboratoryban fejlesztettek ki. A NASA a Hold látható oldalának módszeres kutatását kezdte meg, amely a Surveyor-programmal, majd a Lunar Orbiter-programmal folytatódott és az Apolló-programmal, a Holdra szállással csúcsosodott ki. A Mariner-program keretében a kifejlesztett rendszert használták.
A sok kudarc miatt a törölték a szeizmométer tartály ledobását, egyszerű művelettel kellett a Holdba csapódnia.

## Jellemzői
1964. január 30-án a Cape Canaveral Air Force Station kilövőállomásról egy140 tonnás három és fél (indításnál szilárdhajtóanyagú segédrakéták) fokozatú Atlas–Agena B rakétával állították Föld körüli pályára. Parkolópályán történő repülést követően az orbitális egység utolsó fokozatának újraindításával sikeresen elérték a második kozmikus sebességet, biztosítva a Hold megközelítését. Hossztengelyében stabilizált, a Hold–Nap összekötő egyenessel párhuzamos volt. A televíziós kamerák technikai okok miatt nem működtek, egyetlen fénykép érkezett, amelyik a Földet ábrázolta.
65,5 órával az indítást követően február 2-án becsapódott a Mare Tranquillitatis területre, a becsapódás helye: 9,4°É, 21,5°K.
A szondát egy hatszögletű vázra építették. Az energiaellátást kettő napelemtábla (8680napelemlapocskával) illetve akkumulátorok segítségével (AgZn) biztosította. A testben illetve a tetején levő kúpos műszeres térben helyezték el a hat darab vidikon-televíziós kamerákat, az elektronikát és a helyzetszabályzót, a telepeket, a vezérlőegységet, a rádióadókat, a helyzetszabályzó hideggáz tartályt- illetve fúvókát. A kamerákat két különálló láncban rendezték el, mindegyik különálló áramellátással biztosított, önálló időzítővel és adókkal szerelték fel. A legnagyobb megbízhatóságot kívánták elérni, hogy jó minőségű videóképeket kapjanak. Más kutatási műszerrel nem rendelkezett.
Átmérője 1,52 méter, magassága 2,51 méter. A nyitott napelemtáblák 4,57 méterrel növelték meg az átmérőjét. Tömege 364 kilogramm. A rádiókapcsolatot egy kis botantenna és egy, a Földre irányított, 1,2 méter átmérőjű parabolaantenna biztosította.